# Richard Hayer
Richard Hayer, eigentlich Friedrich-Wilhelm Hagemeyer (geboren 15. November 1947 in Vitte auf Hiddensee) ist ein deutscher Physiker, Soziologe, Manager und Romanautor.

## Leben
Hagemeyer wuchs in Vitte auf. Von 1954 bis 1961 besuchte er die Schule in West-Berlin, 1961 in Vitte, 1962 bis 1964 in Ost-Berlin. Nach einer Ausbildung als Chemiefacharbeiter bei den VEB Berlin-Chemie und dem Abitur studierte er ab 1967 bis 1973 Physik an der Universität Greifswald und schloss mit einer Diplomarbeit zur Walsh-Funktion ab. Im Rahmen der Familienzusammenführung übersiedelte er 1974 in die Bundesrepublik Deutschland. Ab 1975 studierte an der FU Berlin  Soziologie und wurde 1979 bei Wolf Lepenies mit der Dissertation Die Entstehung von Informationskonzepten in der Nachrichtentechnik : eine Fallstudie zur Theoriebildung in der Technik in Industrie- und Kriegsforschung promoviert. Seit 1979 arbeitete er in verschiedenen Geschäftsbereichen der Siemens AG in Berlin als Entwicklungsleiter, Werksleiter und Geschäftsleiter für Textterminals, Drucker und Scanner. Ab 1992 war er in dem Unternehmen bis 2006 als Manager verantwortlich für Infrastrukturgeschäfte und Verkehrsunternehmen. Von 1996 bis 1998 war er Vizepräsident des Europäischen Komitees für elektrotechnische Normung (CENELEC) und von 2006 bis 2009 Sprecher der europäischen Bahnindustrie für einheitliche Sicherungstechnik.  Seit 2009 ist Hagemeyer Vorstandsmitglied des Instituts für Klimaschutz, Energie und Mobilität (IKEM) an der Universität Greifswald.
Unter dem Pseudonym Richard Hayer erschien im Jahr 2002 sein erster Roman Palmer Land. Der Thriller Visus wurde von Tobi Baumann unter dem Titel Visus – Expedition Arche Noah verfilmt und 2011 von  RTL gezeigt. Sein dritter Roman erregte das Interesse der Kritik wegen der Bezugnahme auf Joseph Conrads Herz der Finsternis.

## Werke
- Palmer Land. Die nächsten Jahre der Vergangenheit. Roman. Ullstein, München 2002, ISBN 3-548-25419-5.
- Visus. Thriller. Ullstein, Berlin 2007, ISBN 978-3-548-26694-7.
- Stanleyville. Roman. Thiele, Mainz 2013, ISBN 978-3-95518-012-6.
- Der Schwarze Garten. Roman. Buch&Media, München 2022, ISBN 978-3-95780-283-5.